# Slovénie au Concours Eurovision de la chanson 2025
 (avril 2025).
Motif : Cf. Discussion:France au Concours Eurovision de la chanson 2025/Admissibilité et Discussion:Finlande_au_Concours_Eurovision_de_la_chanson_2025/Admissibilité
- Archive Wikiwix
- Bing
- Cairn
- DuckDuckGo
- E. Universalis
- Gallica
- Google
- G. Books
- G. News
- G. Scholar
- Persée
- Qwant
- (zh) Baidu
- (ru) Yandex
- (wd) trouver des œuvres sur Wikidata

| 1. | Préciser le motif de la pose du bandeau. | Précisez le motif de la pose du bandeau en utilisant la syntaxe suivante : {{admissibilité à vérifier\|date=juillet 2025\|motif=remplacez ce texte par le motif}}                                                       |
| 2. | Informer les utilisateurs concernés.     | Pensez à avertir le créateur de l'article, par exemple, en insérant le code ci-dessous sur sa page de discussion : {{subst:avertissement admissibilité à vérifier\|Slovénie au Concours Eurovision de la chanson 2025}} |

La Slovénie est l'un des trente-sept pays participants du Concours Eurovision de la chanson 2025, qui se tient du 13 au 17 mai 2025 à Bâle en Suisse.

Le pays est représenté par Klemen, avec sa chanson How Much Time Do We Have Left?.

## Sélection
C'est le 16 septembre 2024 que la Slovénie confirme sa participation à l'Eurovision 2025. La méthode de sélection est Evrovizijska Melodija, également appelé EMA.

### Format
La sélection se déroule en une soirée, à laquelle douze chansons participent. Les résultats sont déterminés en deux tours: , un jury de professionnels départage les douze chansons pour sélectionner deux finalistes, qui seront départagées par le public slovène lors du second tour.

### Participants
La période de candidatures ouvre le 29 octobre et ferme le 25 novembre 2024. Les artistes souhaitant s'inscrire devaient être résidents temporaires ou permanents en Slovénie. Un total de 114 chansons ont été présentées, et passées en revue par un comité d'experts composé entre autres de Lea Sirk, Filip Vidušin, deux anciens représentants du pays à l'Eurovision, et Alenka Godec. La liste des participants est révélée par RTVSLO le 13 décembre 2024. 
| Artiste               | Titre                          | Langue  | Auteur(s)                                                 |
| --------------------- | ------------------------------ | ------- | --------------------------------------------------------- |
| Anna                  | Čau                            | Slovène | Krešimir Tomec, Špela Tomec                               |
| Astrid & The Scandals | Touché                         | Anglais | Astrid Ana Kljun, Luka Flegar, Tomaž Zupančič             |
| Eva Pavli             | Niti                           | Slovène | Eva Pavli, Hugo Smeh                                      |
| Jon Vitezič           | Vse ti dam                     | Slovène | Jon Vitezič, Peter Dekleva                                |
| July Jones            | New Religion                   | Anglais | Bardo, Gracey, July Jones, Kiris Houston, Neave Applebaum |
| Kiki                  | O-ou!                          | Slovène | Blaž Mikl, Jovica Novkovič, Laetitia "Kiki" Pohl          |
| Klemen                | How Much Time Do We Have Left? | Anglais | Klemen Slakonja, Maja Slatinšek, Ryan Small               |
| PolarAce              | Kind                           | Anglais | Aleksej Ivačič Kolar, Peter Penko                         |
| Rai                   | Frederick's Dead               | Anglais | Lara Gregorčič, Vanja Rok Vrtovec                         |
| Trine                 | Grace                          | Anglais | Jernej Kržič, Trine Slabe                                 |
| Žan Videc             | Pusti da gori                  | Slovène | Goran Sarjaš, Žan Videc                                   |
| Zven                  | Divja                          | Slovène | Luka Jamnik, Zvezdana Novakovič                           |

#### Finale
La finale est diffusée le samedi 1er février 2025; elle est présentée par les chanteurs Raiven et Gregor Štrasbergar.
- Chanson qualifiée pour le second tour

| Ordre | Artiste               | Titre                          | Jury | Place |
| ----- | --------------------- | ------------------------------ | ---- | ----- |
| 1     | Anna                  | Čau                            | 15   | 9     |
| 2     | Zven                  | Divja                          | 21   | 5     |
| 3     | PolarAce              | Kind                           | 15   | 10    |
| 4     | Astrid & The Scandals | Touché                         | 32   | 3     |
| 5     | Jon Vitezič           | Vse ti dam                     | 20   | 7     |
| 6     | Kiki                  | O-ou!                          | 31   | 4     |
| 7     | Eva Pavli             | Niti                           | 18   | 8     |
| 8     | Klemen                | How Much Time Do We Have Left? | 51   | 1     |
| 9     | July Jones            | New Religion                   | 50   | 2     |
| 10    | Žan Videc             | Pusti da gori                  | 8    | 11    |
| 11    | Trine                 | Grace                          | 8    | 12    |
| 12    | Rai                   | Frederick's Dead               | 21   | 6     |

À l'issue des votes du jury, ce sont Klemen et July Jones qui se qualifient pour le second tour.
- Chanson gagnante

| Ordre | Artiste    | Titre                          | Votes | Place |
| ----- | ---------- | ------------------------------ | ----- | ----- |
| 1     | Klemen     | How Much Time Do We Have Left? | 8 895 | 1er   |
| 2     | July Jones | New Religion                   | 4 400 | 2e    |

C'est donc Klemen qui remporte la sélection, et qui représente le pays à l'Eurovision 2025 avec sa chanson How Much Time Do We Have Left?.

## À l'Eurovision
La Slovénie passe en troisième position lors de la première demi-finale, le mardi 13 mai 2025, mais n'est pas qualifiée pour la finale du 17 mai. Le pays termine 13e avec 23 points à égalité avec la Belgique mais devant dans le classement, la Slovénie recevant des points de plus de pays.